# Ботевградска котловина
Ботевградска котловина, още Жлеба или Коритище, е котловинно понижение в Западния Предбалкан, разположена между планините Било и Мургаш на юг, Голема планина на югозапад и Ржана планина на северозапад, които са части от Западна Стара планина. На север и северозапад котловината опира до склоновете на планинските ридове Гола глава и Лакавица, части от Предбалкана. При село Разлив чрез ниския праг Лопатна котоловината се поделя на две части – на запад същинската Ботевградска котловина, а на изток малката Правешка котловина. По южната периферия на котловината преминава условната граница между Предбалкана на север и Стара планина на юг.
Цялата дължина на котловината от северозапад на югоизток е 28 – 30 км, а максималната ѝ ширина е около 12 км. Площта ѝ е 150 км2. Котловинното дъно лежи на 320 – 420 м н.в., като е леко наклонено на север, запълнено с алувиални наноси и частично заблатено в централната част. В средата на котловината се издигат няколко вътрешнокотловинни възвишения: Медвен (520 м), Темуша (480 м), Литаковски височини (417 м) и др. Южната покрайнина на котловината, издигаща се към Стара планина е заета от големи наносни конуси.
Климатът е умереноконтинентален, като през зимния сезон често се наблюдават температурни инверсии. Средната годишна тнемпература е 10 – 11 °C, а годишното количество на валежите – около 680 мм. Ботевградската котловина се отводнява от река Бебреш и нейните притоци Лакавица, Боговина, Рударка, Стара река и др. В източната част, в района на село Разлив е изграден язовир „Правец“. В ниските части на котловината и по поречията на реките почвите са наносни, делувиални, блатни и лесивирани, а по периферните по-високи части – сиви горски. Южните оградни склонове са обрасли с дъбови и букови гори, а северните са обезлесени и подложени на ерозия.
Голяма част от земите в котловината са обработваеми. Отглеждат се зърнени култури, зеленчуци и овощия, а южните склонове на рида Лакавица са заети от лозя. Заблатените и влажни участъци се използват за пасища.
В Ботевградската котловина са разположени 12 населени места, в т.ч. 2 града: Ботевград и Правец и 10 села: Врачеш, Гурково, Краево, Литаково, Новачене, Радотина, Разлив Рашково, Скравена и Трудовец.
В най-югоизточната част на котловината преминава малък участък от автомагистрала „Хемус“. Освен това през нея преминават и участъци от 4 пътя от държавната пътна мрежа:
- 15,2 км (от Новачене до Врачеш) от първокласен път № 1 Видин – София – ГКПП „Кулата“.
- 13,6 км (от Ботевград до Правец) от първокласен път № 3 Ботевград – Велико Търново – Варна.
- 6 км (околовръстен път на Ботевград) – второкласен път № 17.
- 18,7 км (от Рашково до Ботевград) от третокласен път № 161 Ребърково – Рашково – Ботевград.

## Топографска карта
- Лист от карта K-34-48. Мащаб: 1 : 100 000.